# クラウド・アトラス
『クラウド・アトラス』（原題：Cloud Atlas）は、2004年のデイヴィッド・ミッチェル著のSFドラマ小説。中川千帆の邦訳で2013年1月23日に河出書房新社より刊行された。

## ストーリー
19世紀に南太平洋を船で航海する若き弁護士とその船に密航するインディアン。1970年代。ベルギーで野望を胸に創作意欲を失った老作曲家に売り込みを行う若き音楽家。1930年代。サンフランシスコの原子力発電所の汚職を暴こうとする女性ジャーナリスト。現代のロンドンで思わぬことから大金を手に入れた出版社の老編集長。近未来の韓国でウェイトレスとして生活するクローン人間。遠い未来で文明崩壊した弱肉強食の世界の中で僅かな希望に掛ける男。それぞれ全く時代の違う世界で生きる人間たちを前半と後半のオムニバスで描く物語。

## 登場人物

### アダム・ユーイングの太平洋航海誌
アダム・ユーイング
本作の主人公。公証人。胸に彗星型の痣がある。
オートゥア
インディアンの密航者。当初からアダムを信用し、やがて強い絆で結ばれていく。
ヘンリー・グース
医者。狡猾でずる賢く、歯をコレクションしている悪趣味な性格。
モリノー船長
腰痛持ちの老船長。

### ゼデルゲムからの手紙
ロバート・フロビッシャー
本作の主人公。若く一発逆転を狙う作曲家。背骨のあたりに彗星型の痣がある。
ヴィヴィアン・エアーズ
かつて数々の名曲を世に送り出した老年の天才作曲家。
オットー・ジャンジャッシュ
フロビッシャーの写本を高値で買う人物
ジョカスタ・エアズ
ヴィヴィアンの若き妻
ルーファス・シックススミス
ロバートの親友。彼に宛てて書いた手紙で物語は構成されており、この物語には登場しない。

### 半減期-ルイーザ・レイ最初の事件
ルイーザ・レイ
本作の主人公。偉大なジャーナリストとして名を馳せたレスター・レイの娘。雑誌『スパイグラス』のコラムニスト。鎖骨の辺りに彗星型の痣がある。
ルーファス・シックススミス
前作より引き続き登場。科学者。本作で原子力発電所の陰謀をルイーザに内部告発する。
ジョー・ネピア
原子力発電会社シーボード社の社長。
ロイド・フックス
エネルギー省大臣
アイザック・サックス
理論エンジニア。
フェイ・リー
中国人のネピアの秘書。
ドム・グリルシュ
雑誌『スパイグラス』編集長。

### ティモシー・キャビンディッシュのおぞましき試練
ティモシー・キャビンディッシュ
本作の主人公。老年の出版会社の編集長。右足首に彗星型の痣がある。
ダーモット・ホギンズ
通称『ダスター』。粗暴なアル中作家。著作『顔面パンチ』が彼の起こした事件で思わぬ売れ行きとなる。
デンホルム・キャビンディッシュ
ティモシーの兄。
ノークス看護婦
老人ホーム『オーロラハウス』の婦長。
フェリックス・フィンチ
文芸評論家。毒舌でダーモットの人格から著作にまで否定的な評論をする。
エディ、モッツア、ジャービス
ダスターの弟たち。本の売上をティモシーから脅し取ろうと取り立てる。

### ソンミ451のオリゾン
ソンミ451
本作の主人公。ファブリカントと呼ばれるクローン人間。首の辺りに彗星型の痣がある。
チャン・ヘッシュ
革命軍の青年。
パパ・ソン
ソンミたちファブリカントのオーナー。
ユナ

## 映画化
米国では2012年10月26日、日本では2013年3月15日公開。ウォシャウスキー兄弟監督、トム・ティクヴァ監督の共同製作作品。